# Скулптура „Птица”
Скулптура „Птица”, позната још као и „Скулптура Петлић, Певац, Врабац” и „Голуб” налази се у новобеоградском Блоку 45, а подигнута је 1976. године.

## Опште информације
Скулптура је подигнута 1976. године, а налази се испред месне заједнице „Сава” у центру насеља Блок 45. Симболично је названа „Петао”, јер је цело насеље у којем се налази грађено под називом „Насеље Сунца”.
Пројектовао ју је Милосав Сунајац, висине је 270 цм, а са постољем 385 цм. Материјал градње је обојени бетон, фигура је епспресивне динамичне форме. Лик ове фигуре налазио се на грбу аматерског фудбалског клуба „ФК Сава”.
Скулптура је дуги низ година била ижврљана, обновљена је 2018. године, као и средином октобра 2022. године када ју је офарбао цртач Андреј Колосов.